# Кильчицкий, Виталий Ярославович
Виталий Ярославович Кильчицкий (укр. Віталій Ярославович Кільчицький; род. 17 июня 1988, Новояворовск, Львовская область) — украинский биатлонист.
Многократный призёр Чемпионата мира среди юниоров и Всемирной зимней Универсиады. Член сборной Украины. Выступает за вторую команду на Кубке IBU. В розыгрыше Кубка мира провел несколько гонок в сезонах 2009/2010 и 2010/2011.
Вновь вернулся в основную команды на этапы Кубка мира спустя 3 года в сезоне 2013/2014. Тогда все ведущие украинские биатлонисты уехали на подготовку к Олимпиаде, а на этапе выступал ближайший резерв. Кильчицкий сумел неплохо выступить и обновить свой личный рекорд в Кубке мира. Он занял 35-е место в спринте.

## Общий зачёт в Кубке мира
| Сезон   | ОЗ  | ИГЗ | СЗ | ГПЗ | МСЗ |
| ------- | --- | --- | -- | --- | --- |
| 2010/11 | 107 | —   | 96 | —   | —   |
| 2013/14 | 95  | —   | 89 | 82  | —   |
| 2015/16 | 49  | 28  | 44 | 56  | —   |
| 2016/17 |     |     |    |     |     |

Кубок IBU:
Сезон 2014/1015:
| Обертиллах, Индивидуальная гонка 20 км, Мужчины | Золото |